# Exolontha laticauda
Exolontha laticauda är en skalbaggsart som beskrevs av Bates 1891. Exolontha laticauda ingår i släktet Exolontha och familjen Melolonthidae. Inga underarter finns listade i Catalogue of Life.